# کنفرانس تغییر اقلیم سازمان ملل متحد ۲۰۲۳

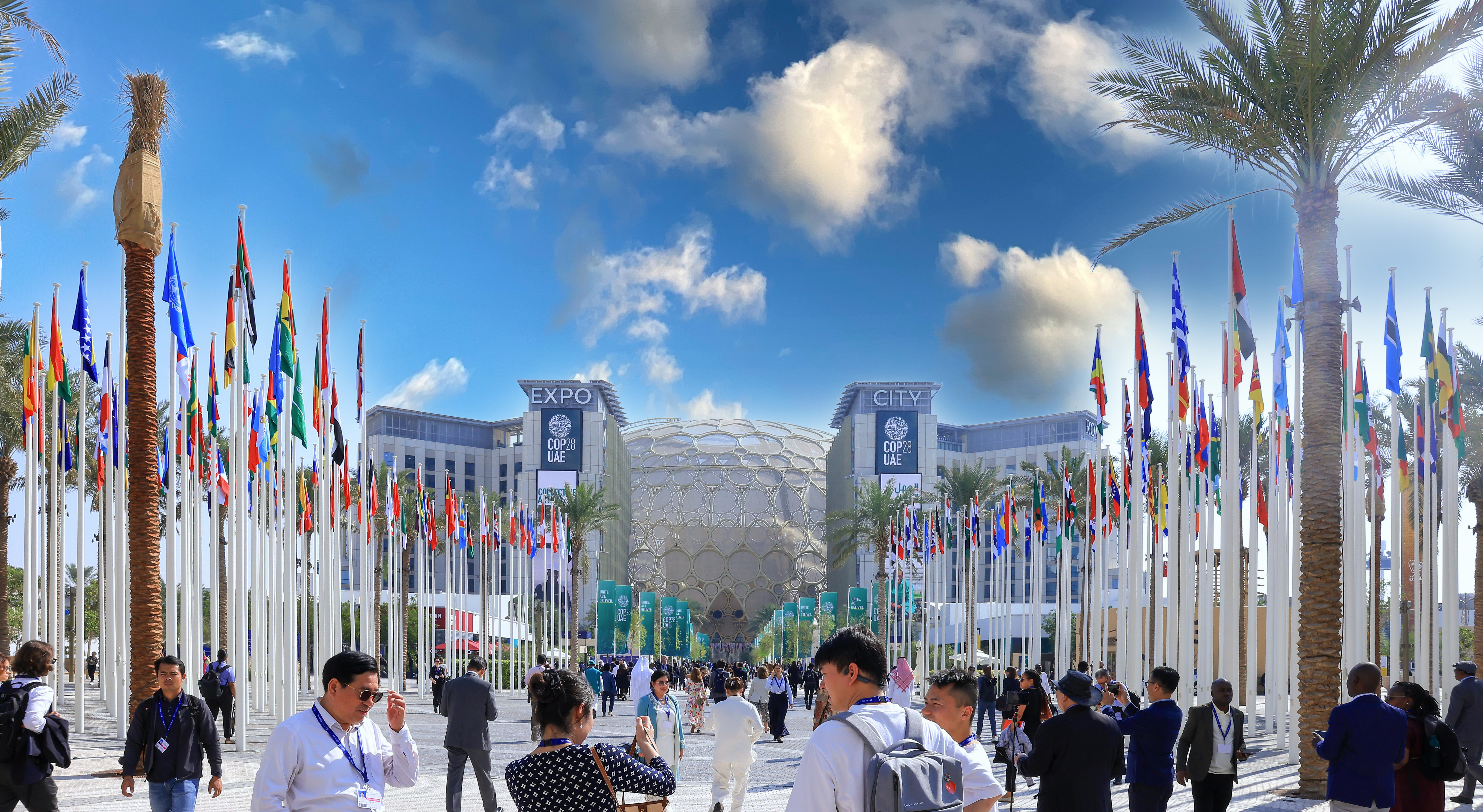
ورودی محل برگزاری COP28

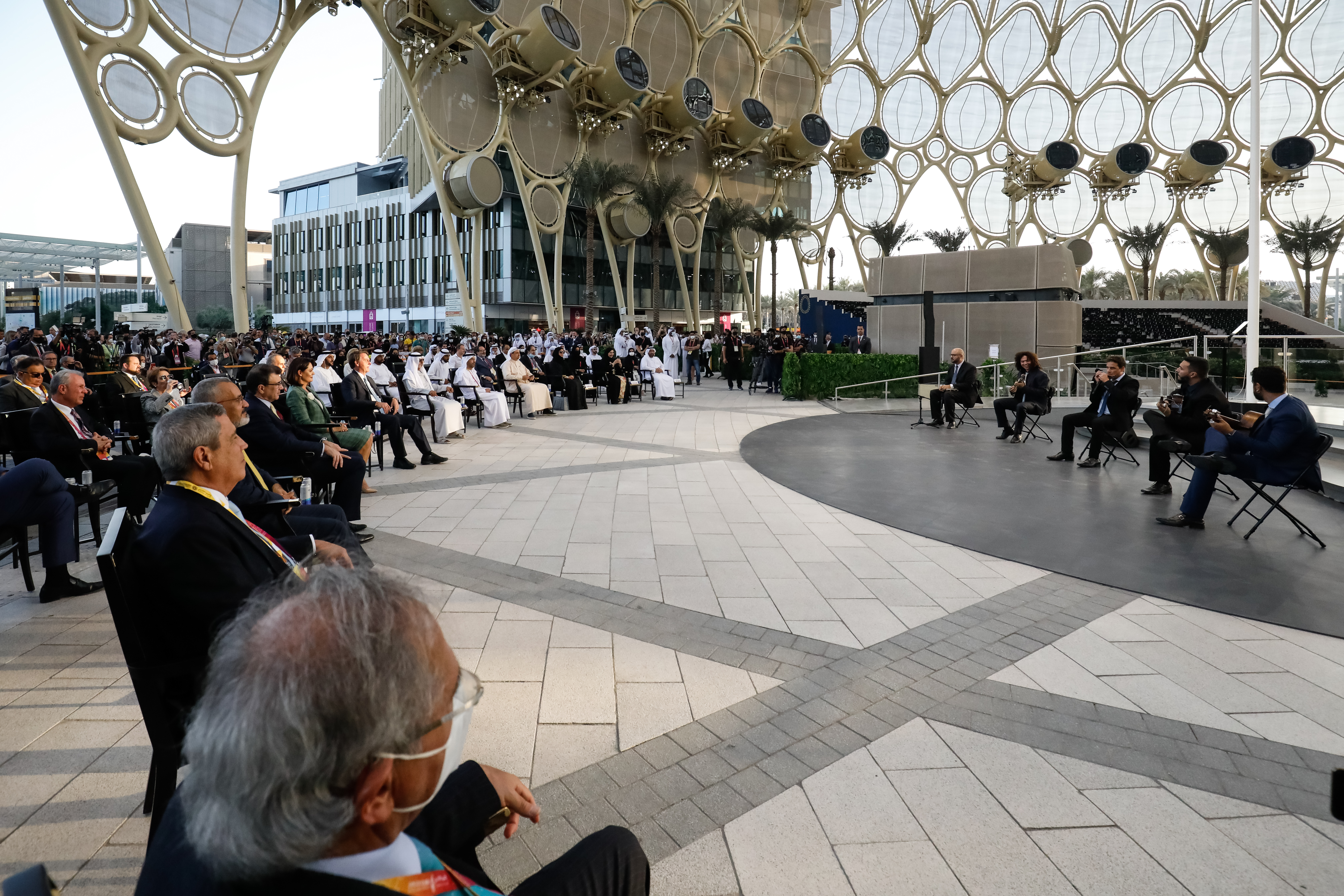
الوصل پلازا، اکسپو، دبی

کنفرانس تغییر اقلیم سازمان ملل متحد ۲۰۲۳ (انگلیسی: 2023 United Nations Climate Change Conference) کنفرانس تغییرات اقلیمی ۲۰۲۳ سازمان ملل متحد یا کنفرانس اعضای کنوانسیون سازمان ملل درباره چارچوب تغییر اقلیم، که بیشتر به عنوان کوپ۲۸ (COP28) نامیده می‌شود، بیست‌ و هشتمین کنفرانس تغییرات اقلیمی سازمان ملل متحد بود که از ۳۰ نوامبر تا ۱۲ دسامبر ۲۰۲۳ در اکسپو ۲۰۲۰، دبی برگزار شد. این کنفرانس سالانه از زمان اولین توافقنامه آب‌وهوای سازمان ملل در سال ۱۹۹۲ برگزار می‌شود. کنفرانس‌های COP برای دولت‌ها در نظر گرفته شده‌است تا در مورد سیاست‌هایی برای محدود کردن افزایش دمای جهانی و انطباق با تأثیرات مرتبط با تغییرات آب‌وهوایی توافق کنند.
در ابتدا قرار بود این کنفرانس در ۱۲ دسامبر به پایان برسد، اما به دنبال اعتراض عربستان سعودی به متن توافق نهایی، یک روز دیگر تمدید شد. سرانجام در ۱۳ دسامبر، رئیس این کنفرانس، سلطان احمد الجابر اعلام کرد که توافق نهایی بین کشورهای شرکت‌کننده حاصل شده است. بر اساس این توافق همه کشورهای امضاکننده، متعهد می‌شوند تا استفاده از سوخت‌های فسیلی را «به شیوه‌ای منصفانه، منظم و عادلانه» کاهش دهند تا بتوانند با اثرات تغییرات آب و هوایی مقابله کنند و تا سال ۲۰۵۰ انتشار آلاینده‌های کربن را به صفر برسانند.
این توافق بین‌المللی، نخستین توافق در تاریخ اجلاس سران COP است که به صراحت به نیاز به دور شدن و عدم استفاده از هر نوع سوخت فسیلی اشاره کرده است. با این حال به دلیل عدم تعهد روشن و شفاف به حذف تدریجی یا مرحله‌ای سوخت‌های فسیلی با انتقادات گسترده ای روبرو شده است. چین و هند نیز تعهد خود را برای سه برابر کردن تولید انرژی‌های تجدیدپذیر امضا نکردند و در عوض متعهد به تولید انرژی از زغال‌سنگ شدند.
انتخاب امارات متحده عربی به عنوان میزبان این کنفرانس، به‌دلیل سابقهٔ این کشور در تولید و صادرات سوخت‌های فسیلی، بحث‌برانگیز شد. رئیس کوپ۲۸ (COP28) سلطان احمد الجابر است که به‌عنوان رئیس ادنوک (شرکت ملی نفت ابوظبی) بر توسعهٔ قابل‌ توجه استخراج نفت و گاز نظارت دارد. با این حال، صنایع سوخت‌های فسیلی برای کاهش تولید به منظور کاهش تغییرات آب و هوایی تحت فشار هستند. سلطان احمد الجابر قبل از آغاز کنفرانس اظهار داشت که هیچ ارتباط علمی میان گزارش ویژه ۱٫۵ درجه گرم شدن زمین و حذف تدریجی سوخت فسیلی وجود ندارد. اسناد فاش شده نشان می‌دهد که امارات متحده عربی قصد داشته از کوپ۲۸ (COP28) برای امضای قراردادهای نفتی و گازی با دولت‌های خارجی استفاده کند.

## زمینه
در اوایل سال ۲۰۲۱، امارات متحده عربی پیشنهاد میزبانی رویداد ۲۰۲۳ را داد، و در نوامبر ۲۰۲۱، نخست‌وزیر و معاون رئیس‌جمهور امارات متحده عربی، شیخ محمد بن راشد آل مکتوم اعلام کرد که امارات میزبان کنفرانس ۲۰۲۳ خواهد بود. . این دومین بار در دو سال گذشته بود که این کنفرانس در خاورمیانه برگزار می‌شد و سومین بار پس از قطر در سال ۲۰۱۲ و اندونزی در سال ۲۰۰۷ توسط یکی از اعضای اوپک میزبانی شد.
امارات متحده عربی، به‌دلیل داشتن آب‌وهوای بسیار گرم و مرطوب، یکی از آسیب‌پذیرترین کشورهای جهان از نظر آب‌وهوا است. افزایش دما در حال حاضر به‌شدت بر زندگی روزمرهٔ مردم تأثیر می‌گذارد: قیمت برق و آب در حال افزایش است و شدت گرما راه‌رفتن در فضای باز را دشوار کرده‌است. در ماه‌های تابستان، بسیاری به مناطق دیگر می‌روند یا فضایی را با تهویه مطبوع ترک نمی‌کنند. بدون اقدام، تا دهه ۲۰۷۰ دمای لامپ مرطوب در منطقه برای مدت طولانی از ۳۵ درجه عبور خواهد کرد.در واقع، دریای سرخ و خلیج فارس مناطقی هستند که بیشترین تعداد رویدادهای شدید گرما-رطوبت را در جهان دارند و قبلاً چندین‌بار از آستانه دمای ایمن حباب مرطوب عبور کرده‌اند. از دیگر اثراتی که در منطقه احساس می‌شود، طوفان‌های گرد و غبار، افزایش سطح آب دریاها و خشکسالی است. با توجه به ائتلاف آب‌و‌هوا و هوای پاک، امارات متحده عربی در حال تلاش برای کاهش انتشار گازهای گلخانه‌ای از راه‌های گوناگون در رابطه با بخش‌های مختلف اقتصاد خود است. این کنش‌ها شامل ترویج کشاورزی ارگانیک و آب‌کشت، ساخت راه‌آهن اتحاد، کاهش پسماند (به ویژه ضایعات مواد غذایی)، ترویج اقتصاد چرخشی است.
امارات متعهد شد که انتشار کربن را تا سال ۲۰۵۰ به صفر برساند. آنها همچنین اولین کشور در منطقه بودند که توافقنامه پاریس را در ۲۱ سپتامبر ۲۰۱۶ امضا کردند.این کشور ۵۰ میلیارد دلار در انرژی‌های پاک در سطح بین‌المللی سرمایه‌گذاری کرده و وعده داده که تا سال ۲۰۳۰، ۵۰ میلیارد دلار دیگر در این راه سرمایه‌گذاری خواهد داشت. در نوامبر ۲۰۲۲، امارات متحده عربی موافقت کرد که با ایالات متحده برای سرمایه‌گذاری ۱۰۰ میلیارد دلار دیگر در انرژی پاک شریک شود. در ۱ اوت ۲۰۲۳، امارات متحده عربی به فعالان محیط‌زیست اجازه داد تا در اجلاس «مسئله‌آمیز گردهم آیند» و متعهد شدند که علی‌رغم قوانینی که اعتراض‌های غیرمجاز را ممنوع می‌کنند، فضایی را برای «صدای خود به گوش دیگران برسانند».
حدود ۲ ماه قبل از کنفرانس، برخی خواستار افزایش همکاری‌های بین‌المللی به‌عنوان شرط لازم برای موفقیت شدند. فاتح بیرول، رئیس آژانس بین‌المللی انرژی ابراز امیدواری کرد که دستاوردهای مهمی در این اجلاس حاصل شود، اما خاطرنشان کرد: «وضعیت ژئوپلیتیکی، با اختلاف بسیاری از کشورها بر سر جنگ اوکراین، و همچنان سردرگم روابط بین ایالات متحده و چین، باعث خواهد شد. یک اجلاس دشوار را بسازید [...] مهم‌ترین چالش [برای محدود کردن افزایش دما به ۱٫۵ درجه سانتیگراد بالاتر از سطوح قبل از صنعتی شدن] عدم همکاری بین‌المللی است.» فرستاده آب و هوا از بنگلادش همچنین توضیح داد فقدان همبستگی جهانی به عنوان مانع اصلی برای توقف تغییرات اقلیمی، با تأکید بر لزوم ایجاد صندوق خسارت و خسارت. دولت‌ها ابراز نگرانی کرده‌اند که، مشابه جنگ در اوکراین، جنگ ۲۰۲۳ اسرائیل و حماس ممکن است بر مذاکرات در COP28 تأثیر منفی بگذارد.
در پایان اکتبر ۲۰۲۳ یک جلسه قبل از COP وزرا برگزار شد. ۱۰۰ هیئت و ۷۰ وزیر در آن شرکت کردند، که بیش از هر جلسه قبلی قبل از COP بود. مدیر کل COP، مجید السویدی، اصرار داشت که کنفرانس در حوزه ضرر و زیان آنچه در کنفرانس تغییرات آب و هوایی سازمان ملل در سال ۲۰۲۲ توافق شده بود، ارائه خواهد کرد.
پیش از کنفرانس، پاپ فرانسیس یک توصیه رسولی به‌نام Laudate Deum صادر کرد که در آن خواستار اقدام سریع علیه بحران اقلیمی و محکوم کردن انکار تغییر اقلیم است. در اوایل نوامبر ۲۰۲۳ پاپ اعلام کرد که در کنفرانس شرکت خواهد کرد و به مدت ۳ روز در آنجا خواهد ماند. این اولین باری است که پاپ از کنفرانس تغییرات آب و هوایی سازمان ملل بازدید می‌کند. پادشاه چارلز سوم نیز انتظار می‌رود در این اجلاس شرکت کند.[۲۹] انتظار می‌رود جو بایدن رئیس‌جمهور ایالات متحده در این مراسم شرکت نکند. جنگ ۲۰۲۳ اسرائیل و حماس و مشکلات داخلی با هزینه‌های دولت به عنوان دلایل احتمالی ذکر شده‌است.

## شرکت‌کنندگان
فهرست زیر بیانگر سخنرانان و نمایندگان کشور‌های مختلف در کوپ۲۸ (COP28) است.
- عربستان سعودی: محمد بن سلمان، ولیعهد و نخست‌وزیر
- مصر: عبدالفتاح سیسی، رئیس‌جمهور
- اردن: عبدالله دوم، پادشاه
- تونگا: توپوی ششم، پادشاه
- برونئی: حسن البلقیه، سلطان
- برزیل: لوئیس ایناسیو لولا دا سیلوا، رئیس‌جمهور
- کنیا: ویلیام روتو، رئیس‌جمهور
- ازبکستان: شوکت میرضیایف، رئیس‌جمهور
- امارات متحده عربی: منصور بن زاید آل نهیان، معاون رئیس‌جمهور و قائم‌مقام نخست‌وزیر
- اتحادیه اروپا: شارل میشل، رئیس شورای اروپا
اورسولا فون در لاین، رئیس کمیسیون اروپا
- تانزانیا: سامیه حسن، رئیس‌جمهور
- اسرائیل: اسحاق هرتزوگ، رئیس‌جمهور
- لیتوانی: هیتاناس ناوسدا، رئیس‌جمهور
- زیمبابوه: امرسون منانگاگوا، رئیس‌جمهور
- گینه بیسائو: عمر سیسوکو امبالو، رئیس‌جمهور
- جمهوری کنگو: دنیس ساسو نگسو، رئیس‌جمهور
- موریتانی: محمد ولد غزوانی، رئیس‌جمهور
- جمهوری دموکراتیک کنگو: فلیکس تشیسکدی، رئیس‌جمهور
- قزاقستان: قاسم جومارت توقایف، رئیس‌جمهور
- رواندا: پل کاگامه، رئیس‌جمهور
- پاراگوئه: سانتیاگو پنا، رئیس‌جمهور
- عراق: عبداللطیف رشید، رئیس‌جمهور
- صربستان: الکساندر ووچیچ، رئیس‌جمهور
- سیشل: واول رامکالاوان، رئیس‌جمهور
- ترکیه: رجب طیب اردوغان، رئیس‌جمهور
- زامبیا: هاکاینده هیچیلما، رئیس‌جمهور
- اسلواکی: زوزانا چاپوتووا، رئیس‌جمهور
- موزامبیک: فیلیپ نیوسی، رئیس‌جمهور
- یمن: رشاد علیمی، رئیس‌جمهور
- نامیبیا: هاگه گینگوب، رئیس‌جمهور
- قبرس: نیکوس کریستودولیدس، رئیس‌جمهور
- نیجریه: بولا احمد تینوبو، رئیس‌جمهور
- فرانسه: امانوئل مکرون، رئیس‌جمهور
- ارمنستان: واهاگن خاچاطوریان، رئیس‌جمهور
- گویان: عرفان علی، رئیس‌جمهور
- ژاپن: فومیو کیشیدا، نخست‌وزیر
- اسپانیا: پدرو سانچز، نخست‌وزیر
- گرنادا: دیکن میچل، نخست‌وزیر
- دانمارک: مته فردریکسن، نخست‌وزیر
- بریتانیا: ریشی سوناک، نخست‌وزیر
- هلند: مارک روته، نخست‌وزیر
- لسوتو:
- لیختن‌اشتاین:
- لوکزامبورگ:
- کوبا:
- گابن:
- کلمبیا:
- لیبی:
- ترکمنستان:
- سوئیس:
- جیبوتی:
- پالائو:
- سومالی:
- لتونی:
- سری‌لانکا:
- سنگال:
- هندوراس:
- آفریقای جنوبی:
- لهستان:
- اسلوونی:
- تاجیکستان:
- قرقیزستان:
- توگو:
- مقدونیه شمالی:
- مغولستان:
- بلاروس:
- کومور:
- مالدیو:
- مونته‌نگرو:
- اندونزی:
- بوتسوانا:
- چاد:
- چین:
- ایران: علی اکبر محرابیان، وزیر نیرو، نمایندهٔ ویژهٔ ابراهیم رئیسی

## تأثیر تغییرات اقلیم بر سلامت عمومی
کوپ۲۸ (COP28) اولین کنفرانس تغییر اقلیم سازمان ملل متحد است که پیرامون تأثیر تغییرات آب و هوایی بر سلامت عمومی بحث می کند. جامعه پزشکی در نامه‌ای خطاب به سلطان احمد الجابر اعلام کرد که حذف کامل سوخت های فسیلی تنها راه مؤثر برای تامین سلامت عمومی است. سازمان بهداشت جهانی نیز از وزرای بهداشت خواست که صدای خود را برای سلامت به عنوان نیروی محرکه اقدامات اقلیمی بالا ببرند.